# Дамаска
Дамаска (укр. Дамаска) — село,
Ставковский сельский совет,
Зеньковский район,
Полтавская область,
Украина.
Код КОАТУУ — 5321386004. Население по переписи 2001 года составляло 257 человек.

## Географическое положение
Село Дамаска находится на берегу реки Мужева-Долина, выше по течению на расстоянии в 1 км расположены сёла Кирилло-Анновка и Яцино-Окари, ниже по течению на расстоянии в 2,5 км расположено село Василе-Устимовка.

## История
Село возникло как хутор Неженцева,перед 1869 стало Дамаск, между 1912 и 1941 присоеденена Верига и изменено название на Дамаски, а в 1995 году Дамаска

## Экономика
- Птице-товарная и свино-товарная ферма.